# 684
سنة 684 م كانت سنة كبيسة تبدأ يوم الجمعة (الرابط يظهر نموذج التقويم الكامل للسنة) من التقويم اليولياني. بدأت تسمية السنة ب684 منذ العصور الوسطى المبكرة، عندما أصبح تقويم أنو دوميني هو الأسلوب السائد في أوروبا لتسمية السنوات.

## أحداث
- 29 نوفمبر: زلزال بقوة 9 يضرب اليابان.

## مواليد
- المسور بن عباد التميمي
- رؤبة بن العجاج
- يحيى بن يحيى الغساني

## وفيات
- أبو مسلم الخولاني.
- الضحاك بن قيس الفهري.
- المنذر بن الزبير.
- النعمان بن بشير.
- الوليد بن عتبة.
- حبيش بن دلجة.
- سانت كونان قس أيرلندي.
- معاوية بن يزيد ثالث خلفاء بني أمية.